# Icius cervinus
Icius cervinus är en spindelart som beskrevs av Simon 1878. Icius cervinus ingår i släktet Icius och familjen hoppspindlar. Inga underarter finns listade i Catalogue of Life.